# Nadymače (Lázně Bohdaneč)
Nadýmače (na některých mapách nazývané také Malá jezera) je souhrnný název pro soustavu čtyř mělkých rybníků v bezprostředním okolí sádek v Lázních Bohdaneč. Tyto mělké rybníky slouží jako komorové rybníky pro chov rybí násady do produkčních rybníků, jako jsou v okolí Bohdanečský rybník, Rozhrna, Skříň a další rybníky.

## Galerie

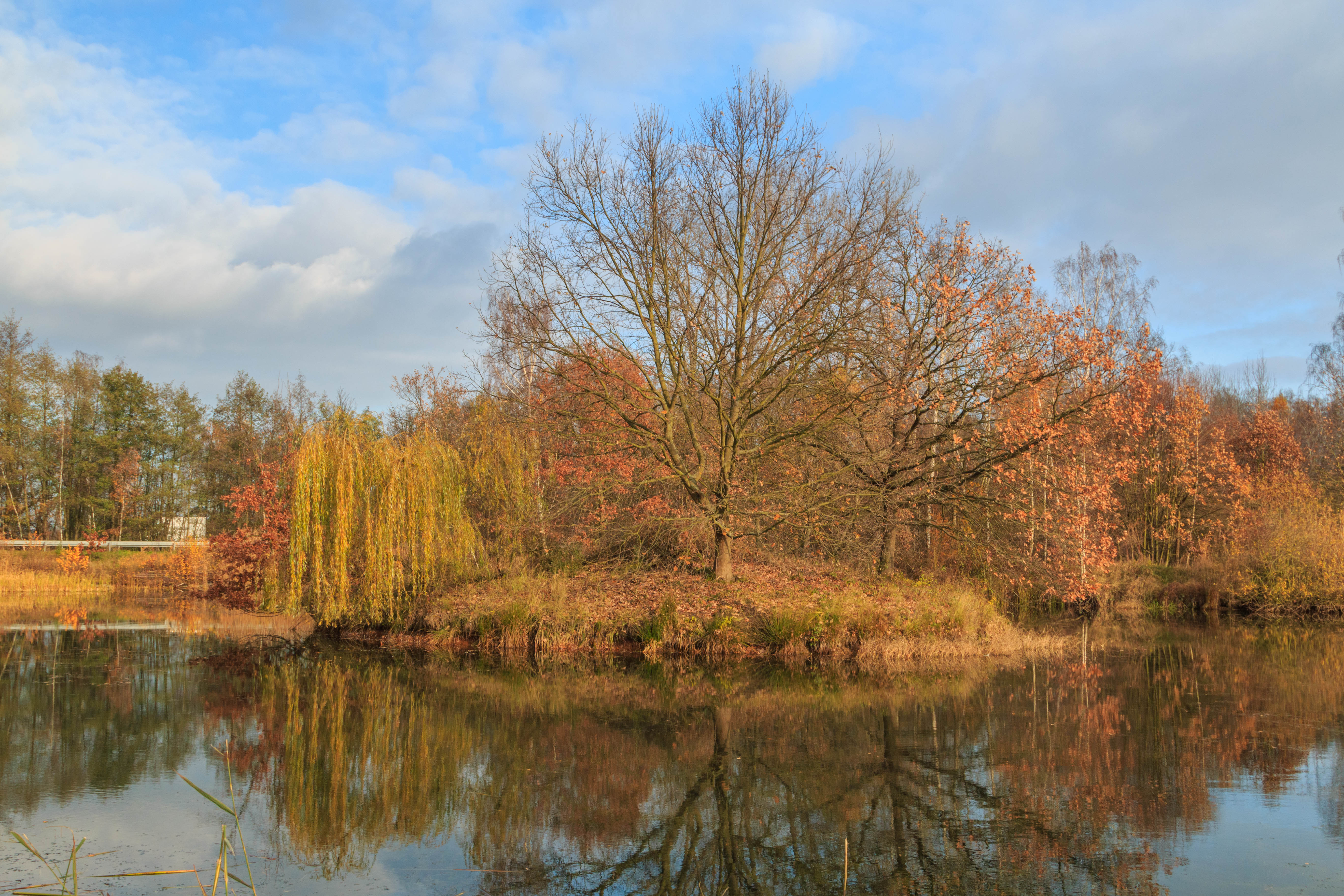
Rybníky Nadymače u Lázní Bohdaneč
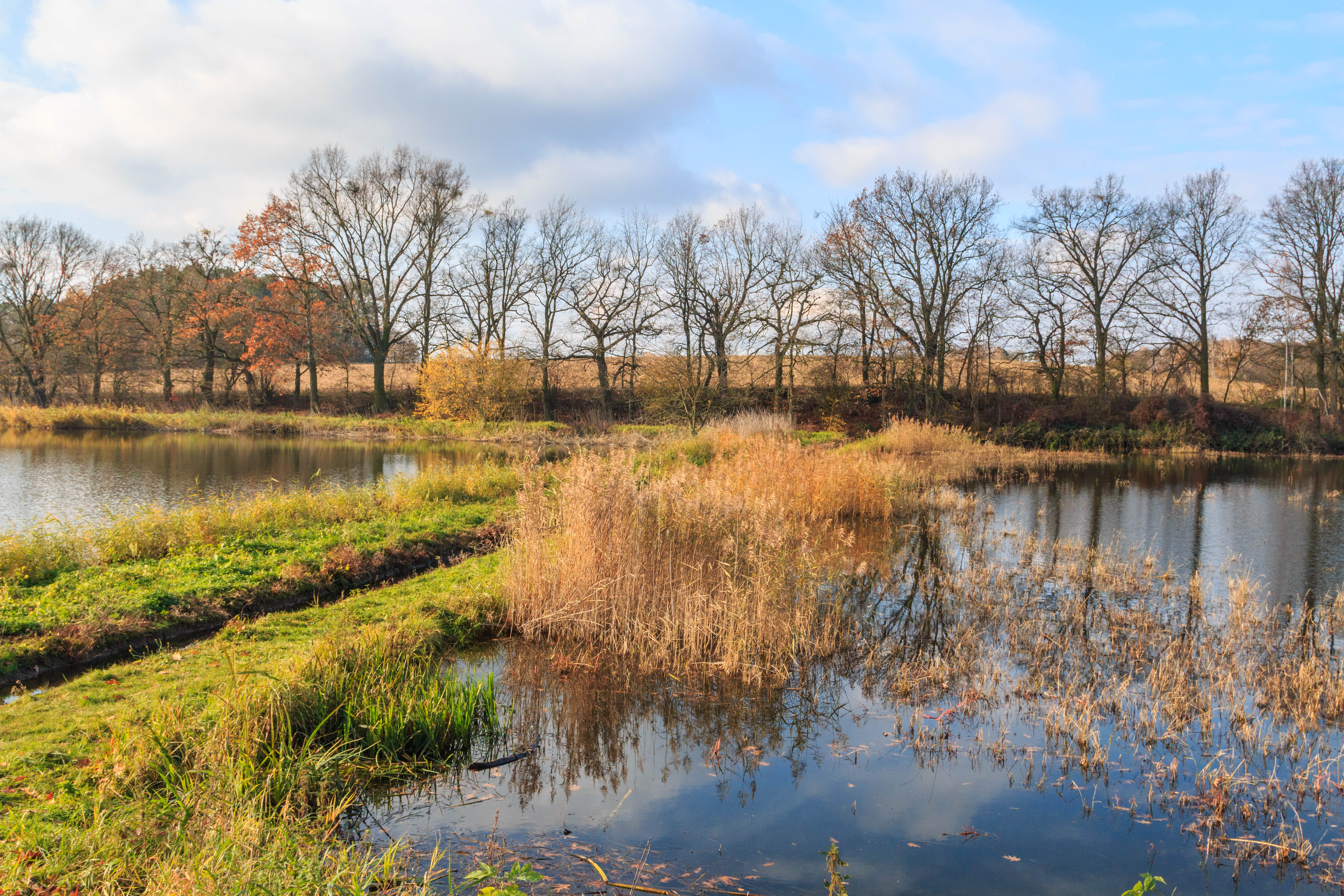
Rybníky Nadymače u Lázní Bohdaneč
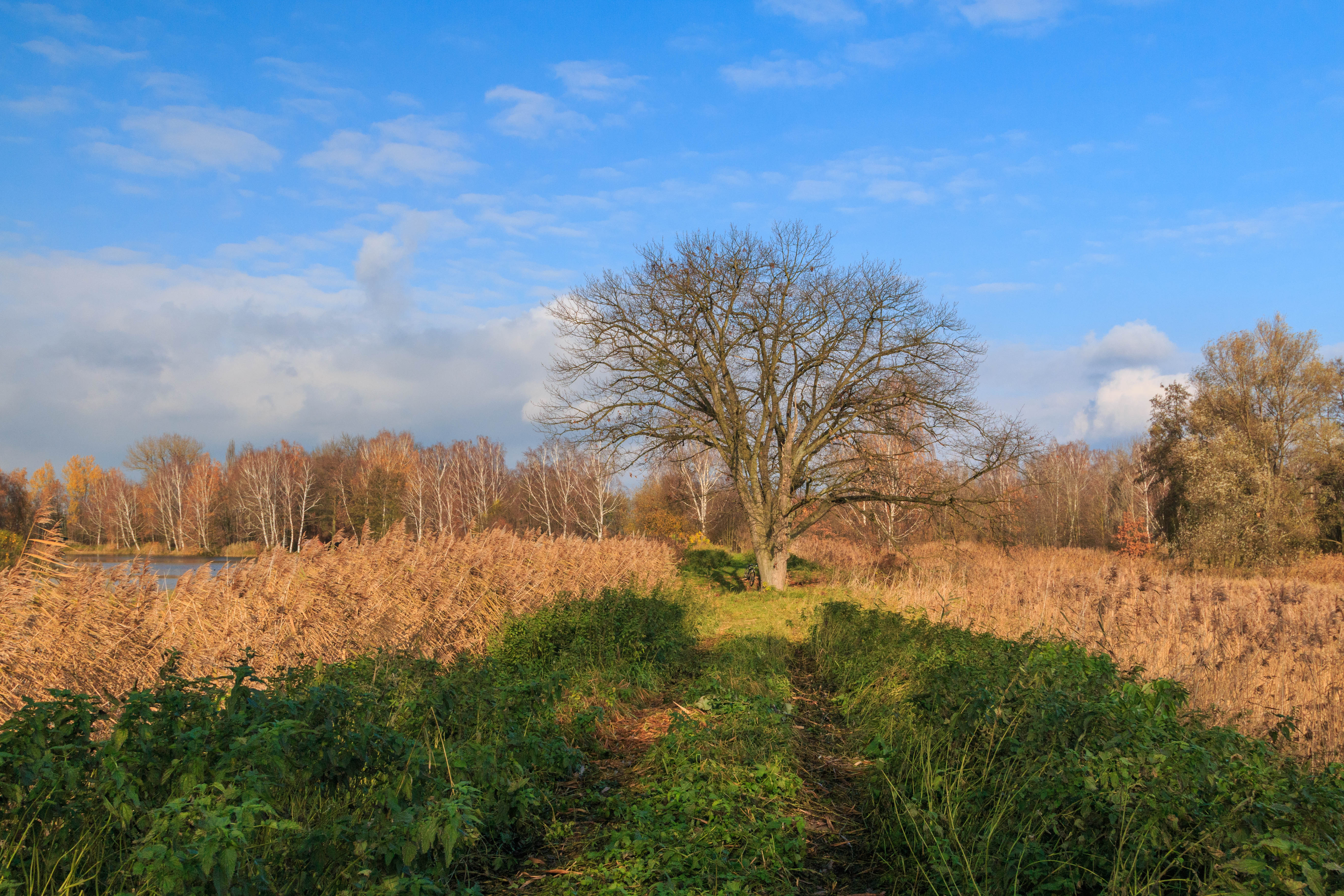
Rybníky Nadymače u Lázní Bohdaneč
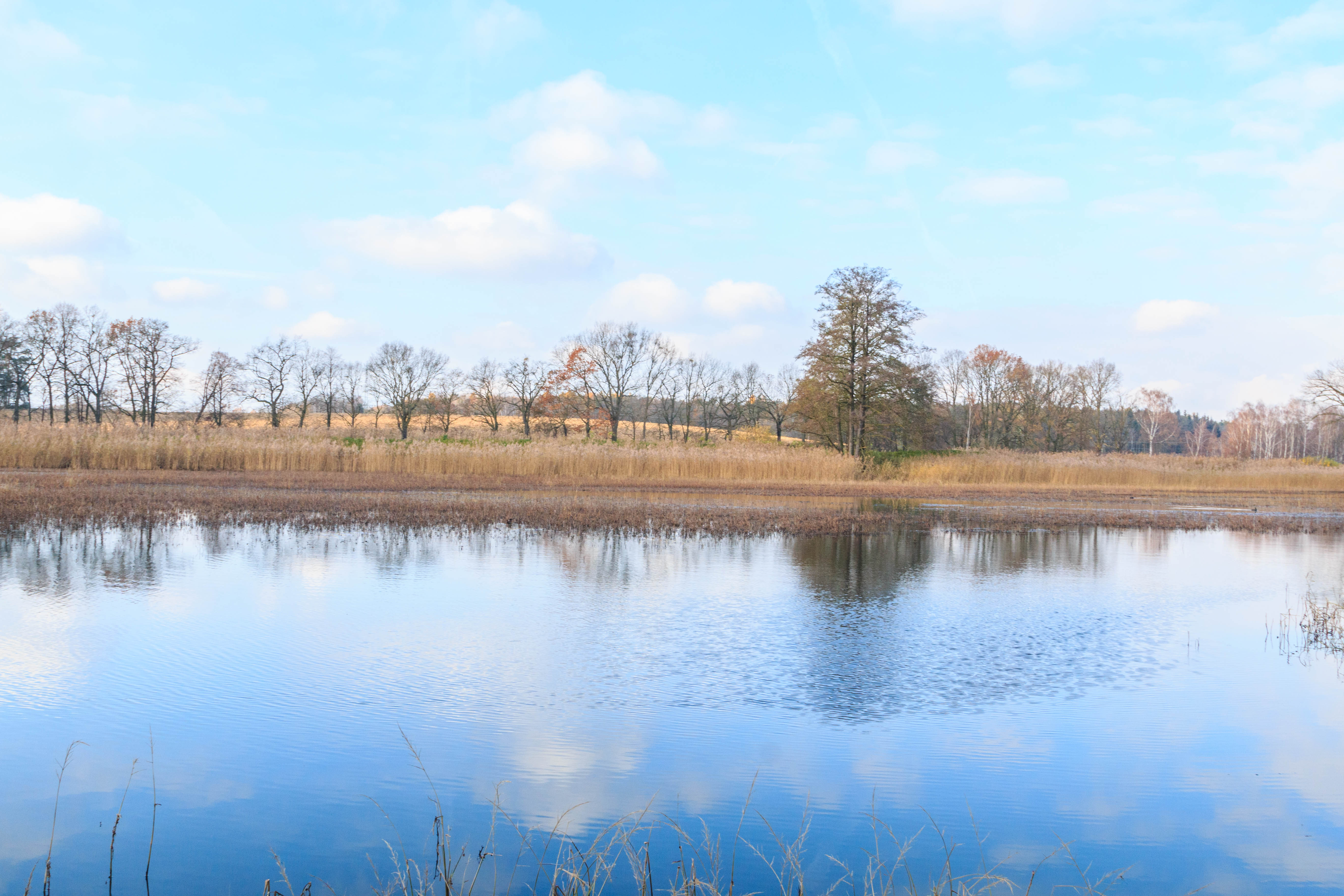
Rybníky Nadymače u Lázní Bohdaneč